# 達拉 (阿拉巴馬州)
達拉（英語：Darrah）是一個位於美國阿拉巴馬州黑爾縣的非建制地區。該地的面積和人口皆未知。

## 地理
達拉的座標為32°51′20″N 87°47′18″W / 32.85555°N 87.78833°W，而該地的平均海拔高度為34米（即112英尺）。